# Lijst van kastelen van de Loire
Er zijn ongeveer 140 kastelen van de Loire (Châteaux de la Loire), voornamelijk langs de rivier de Loire in de departementen Maine-et-Loire, Loir-et-Cher en Indre-et-Loire in Midden-Frankrijk. Het zijn renaissance-kastelen. Veel kastelen zijn te bezoeken. Sommige kastelen zijn het hele jaar geopend, andere alleen in de zomer. Veel kastelen hebben Franse tuinen in barokstijl.
De belangrijkste zijn:
- Clos Lucé in Amboise
- Kasteel van Amboise
- Kasteel van Angers
- Kasteel van Azay-le-Rideau
- Kasteel van La Bastie d'Urfé
- Kasteel van Beauregard
- Kasteel van Blois
- Kasteel van Bourdaisière
- Kasteel van Brissac
- Kasteel van Bussière
- Kasteel van Chambord
- Kasteel van Chaumont
- Kasteel van Chenonceau
- Kasteel van Cheverny
- Kasteel van Chinon

- Kasteel van Candé
- Kasteel van La Ferté-Saint-Aubin
- Kasteel van Fougères-sur-Bièvre
- Kasteel van Gien
- Kasteel van Grange de Meslay
- Kasteel van Jallanges
- Kasteel van Clermont
- Kasteel van Langeais
- Kasteel van Loches
- Kasteel van Le Lude
- Kasteel van Maupas
- Kasteel van Montpoupon
- Kasteel van Menetou-Salon
- Kasteel van Meung-Sur-Loire
- Kasteel van Montgeoffroy
- Kasteel van Montsoreau

- Kasteel van Montreuil-Bellay
- Kasteel van Le Plessis-Bourré
- Kasteel van Les Réaux
- Kasteel van Saché
- Kasteel van Saumur
- Kasteel van Saint-Aignan
- Kasteel van Serrant
- Kasteel van Stuarts
- Kasteel van Sully-sur-Loire
- Kasteel van Talcy
- Kasteel van Ussé
- Kasteel van Valençay
- Kasteel van Villandry
- Kasteel van Villesavin

## Literatuur

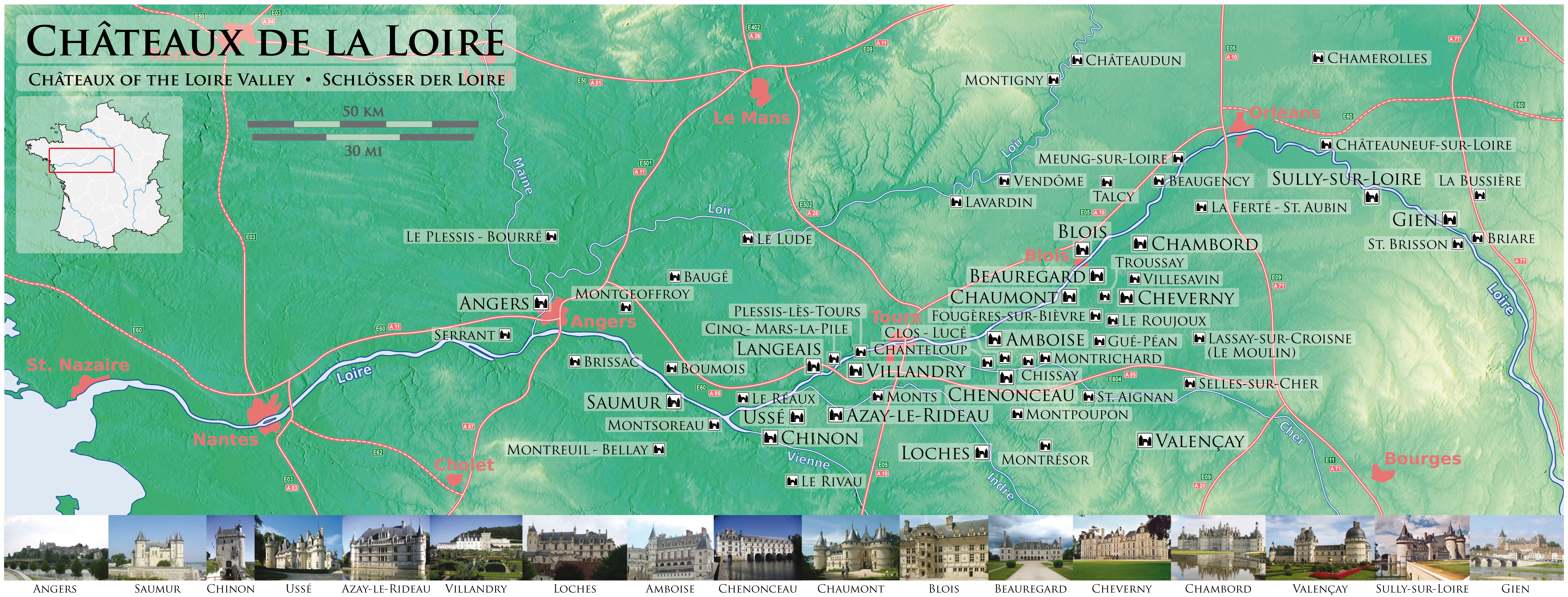
Kastelen in het Loire-gebied